# Emil Markow
Emil Markow Markow (bulgarisch Емил Марков Марков; * 5. April 1905 in Berkowiza; † 12. August 1943 in Sofia) war ein Anführer der bulgarischen kommunistischen Bewegung. Ihm wurde postum der Rang eines Generalobersts verliehen. Seit 1923 war er Mitglied des Jugendverbandes (Komsomol) und seit 1926 oder 1927 der Bulgarischen Kommunistischen Partei (BKP). Er nahm am Septemberaufstand 1923 teil. Im Jahre 1925 wurde er vor Gericht gestellt und zu 12,5 Jahren Gefängnis verurteilt. Er wurde jedoch 1929 amnestiert und reiste in die UdSSR, um dort eine Ausbildung zu absolvieren. 
Zwei Jahre später kehrte er nach Bulgarien zurück und wurde Mitglied des Zentralkomitees der BKP. Im Juli 1941 wurde er in das Gefangenenlager Gorna Woda geschickt. Er entkam im Oktober und wurde im Sofioter Stadtviertel Tuchlarni fabriki in einem Gefecht mit der Polizei getötet. Das heutige Sofioter Stadtviertel Goze Deltschew trug in der sozialistischen Vergangenheit seinen Namen.

## Quelle
- Кратка българска енциклопедия, Verlag der Bulgarischen Akademie der Wissenschaften 1966, Bd. 3, S. 351

| Personendaten    | Personendaten                           |
| ---------------- | --------------------------------------- |
| NAME             | Markow, Emil                            |
| ALTERNATIVNAMEN  | Емил Марков Марков (bulgarisch)         |
| KURZBESCHREIBUNG | bulgarischer Politiker und Revolutionär |
| GEBURTSDATUM     | 5. April 1905                           |
| GEBURTSORT       | Berkowiza                               |
| STERBEDATUM      | 12. August 1943                         |
| STERBEORT        | Sofia                                   |